# Parrocchia di Winn
La parrocchia di Winn (in inglese Winn Parish) è una parrocchia dello Stato della Louisiana, negli Stati Uniti; si tratta dell'equivalente delle contee negli altri stati dell'Unione. La popolazione, al 2018, era di 14.134 abitanti ed il capoluogo è Winnfield. La parrocchia fu istituita nel 1852 ed è l'ultima in ordine alfabetico tra le parrocchie dello Stato.
Winn è separata dalla parrocchia di Natchitoches lungo la U.S. Route 71 dalla salina Bayou, la prima via di acque nere protetta negli Stati Uniti meridionali.

## Storia
La parrocchia di Winn fu istituita nel 1852 sulle terre che erano appartenute alle parrocchie di Catahoula, Natchitoches e Rapides.
Durante la guerra civile David Pierson, un giovane avvocato, fu eletto per rappresentare la parrocchia alla Convenzione della Secessione convocata nel gennaio 1861 a Baton Rouge dal Governatore Thomas Overton Moore. Pierson votò contro la secessione e rifiutò, insieme a diversi altri, di modificare il proprio voto al termine del processo, quando gli fu chiesto di farlo per rendere la votazione unanime.
Durante la guerra civile, nella parrocchia di Winn fu furono poche operazioni militari, ma vi furono problemi con la coscrizione, con alcuni che scapparono nelle foreste per evitare il servizio militare. Il supporto per l'Unione era più alto nella Louisiana del nord, e specialmente nella parrocchia di Winn, pertanto molti coscritti si rifiutarono di combattere per la Confederazione. L'Esercito Confederato sconfisse un distaccamento dell'Unione e distrusse un insediamento di estrazione del sale nella parrocchia di Winn, che contribuì con 80.000 dollari all'erezione di fortificazioni lungo il vicino Red River.
Dopo la guerra i banditi invasero il Natchez Trace, un percorso che correva lungo la parte più bassa della parrocchia, e per sette anni rapinarono viaggiatori e migranti che passavano nell'area.
Nell'aprile 1873 i democratici bianchi formarono una milizia nella parrocchia di Winn e si unirono a veterani ex-confederati delle parrocchie di Rapides e Grant contro i repubblicani neri nel massacro di Colfax, avvenuto nella vicina parrocchia di Grant. Attaccarono i liberti che difendevano il tribunale della parrocchia e due funzionari repubblicani, a seguito delle elezioni per il governatore del 1872. Tra gli 80-150 neri uccisi vi erano almeno 50 persone che si erano arrese, e anche tre uomini bianchi rimasero uccisi nel confronto.
La parrocchia di Winn è il luogo di origine della famiglia Long, una dinastia politica democratica, iniziata da Huey Pierce Long. È il luogo di nascita di tre governatori della Louisiana e il governatore Earl Long è sepolto a Winnfield in una piazza pubblica conosciuta come Earl K. Long State Park.

## Geografia

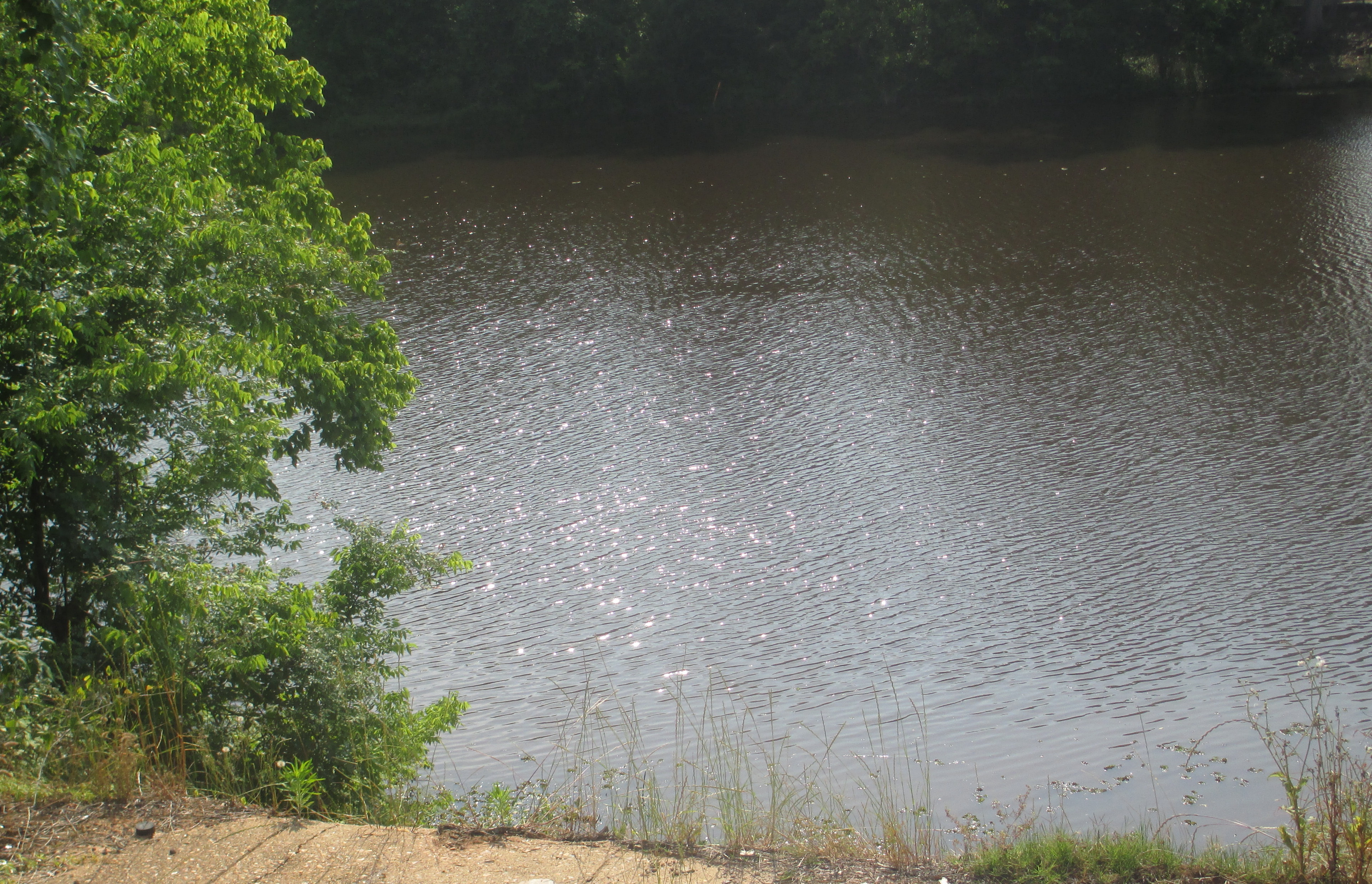
Salina di Bayou

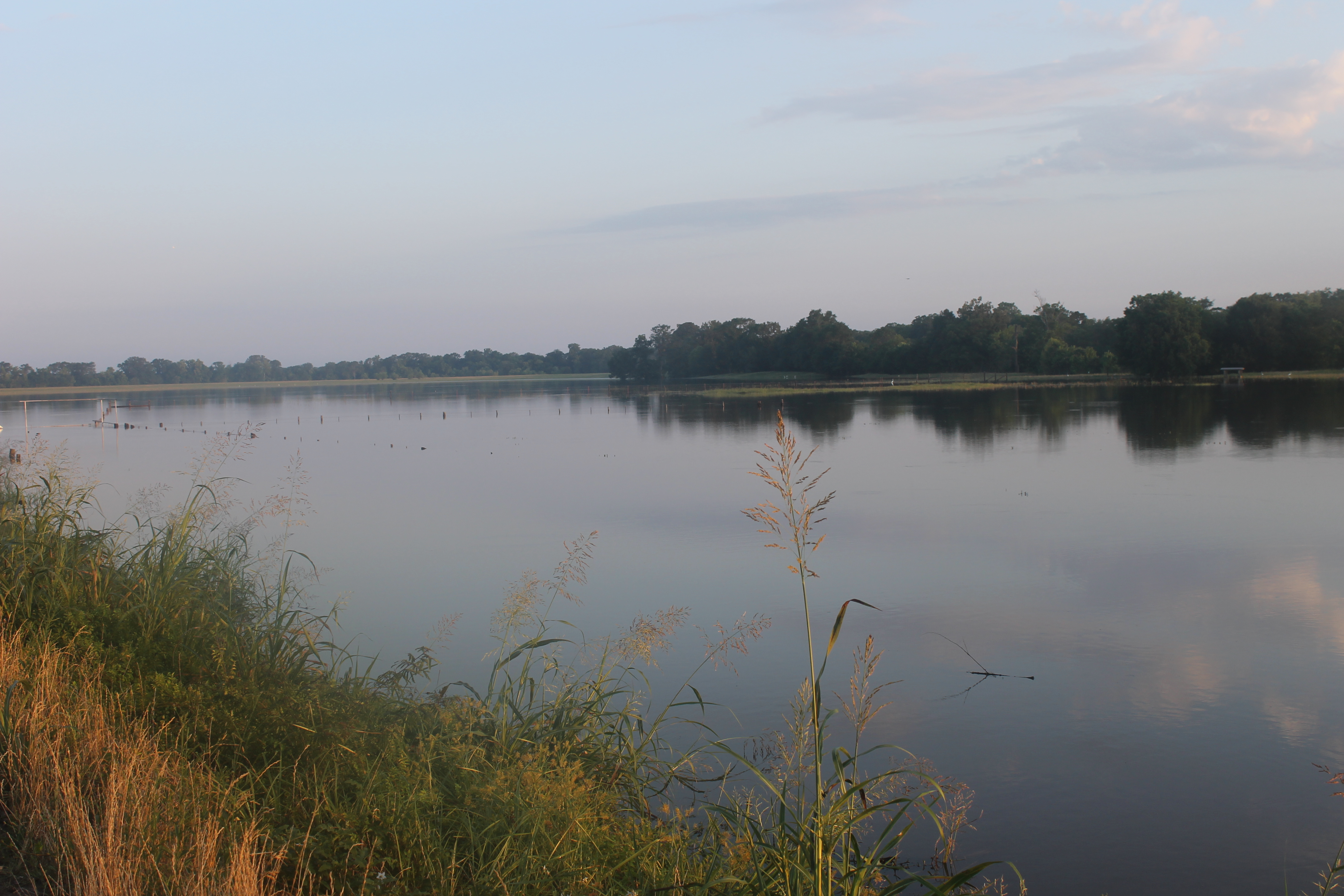
Il ristagno a seguito dell'alluvione del giugno 2015 nella parrocchia di Winn portò a deviazioni della U.S. Route 71 presso St. Maurice, in Louisiana.

Secondo l'Ufficio del censimento degli Stati Uniti d'America la parrocchia ha un'area totale di 2.480 km², dei quali 2.463 km² sono terrestri e 17 km² sono costituiti da acque.

### Principali autostrade
- U.S. Route 71
- U.S. Route 84
- U.S. Route 167
- Louisiana Highway 34
- Louisiana Highway 126
- Louisiana Highway 127
- Louisiana Highway 156
- Louisiana Highway 471
- Louisiana Highway 499
- Louisiana Highway 500
- Louisiana Highway 501
- Louisiana Highway 505
- Louisiana Highway 1228

### Parrocchie adiacenti
- Jackson (nord)
- Caldwell (nord-est)
- La Salle (sud-est)
- Grant (sud)
- Natchitoches (ovest)
- Bienville (nord-ovest)

### Aree naturali protette
- Foresta Nazionale di Kisatchie (parte)
- Salina di Bayou

## Società

### Evoluzione demografica
Dal censimento del 2000 risultavano 16.894 abitanti, 5.930 abitazioni e 4.234 famiglie residenti nella parrocchia, con una densità di popolazione di 18 persone per miglio quadrato. Il 66,27% delle persone era costituito da bianchi, il 32,03% da neri o afro-americani, lo 0,50% nativi americani, lo 0,16% asiatici, lo 0,05% isolani del Pacifico, lo 0,13% di altre etnie e lo 0,86% si definitiva di più etnie. Lo 0,87% della popolazione era ispanica o latina. Il 35,9% erano americani, il 7,2% irlandesi e il 4,9% inglesi.
La popolazione era costituita dal 24,8% di minorenni, 9,6% dai 18 ai 24 anni, il 28,9% dai 25 ai 44 anni, il 22,7% dai 45 ai 64 e il 14% superiore ai 65 anni, con una età media di 36 anni. I maschi risultavano il 10,8% in più delle donne, percentuale che saliva al 13,8% in più conteggiando solo i maggiorenni.
Il reddito medio per abitazione nella parrocchia era di 25.462$, mentre il reddito familiare medio era di 31.513$. Gli uomini avevano un reddito medio di 29.094$, contro i 17.939$ delle donne, con un reddito pro capite di 11.794$. Circa il 17% delle famiglie ed il 21,5% della popolazione si trovava al di sotto della soglia di povertà, incluso il 28,4% dei minorenni e il 24,2% degli over 65.

## Comunità

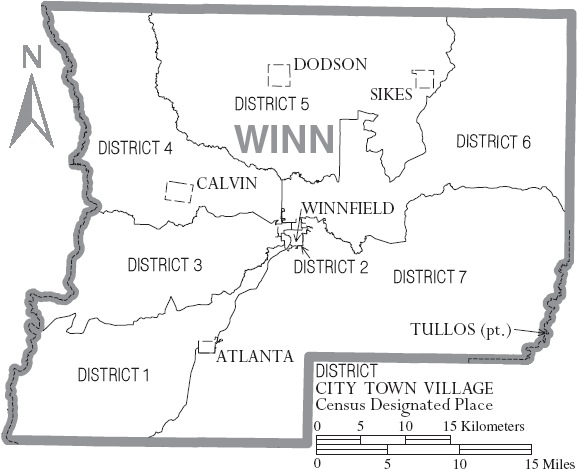
Cartina della parrocchia di Winn, con nomi dei comuni e distretti

### Città
- Winnfield (capoluogo della parrocchia e maggiore città)
- Tullos (parzialmente inclusa)

### Villaggi
- Atlanta
- Calvin
- Dodson
- Sikes

### Census-designated place
- Jordan Hill
- Joyce
- Saint Maurice

### Aree non incorporate
- Packton[10]
- Tannehill